# Kimpanzu
Els Kimpanzu eren membres del kanda Mpanzu també coneguda com a Casa de Kimpanzu, un dels llinatges dels quals foren escollits els reis del regne del Congo durant el segle xvii i després de la reunificació del Congo sota Pedro IV.

## Orígens
El kanda mpanzu pren el seu nom del rei Álvaro V que va arribar al poder el 1636. Era mig germà del jove rei Álvaro IV, encara que no és clar si compartia el mateix pare, Álvaro III. Després de l'assassinat d'Álvaro IV, Álvaro V va prendre el tron.

## Caiguda del poder
La dinastia Kimpanzu al Congo seria curta, i la guerra civil continuaria entre els partidaris del comte de Soyo i un noble anomenat Gregario. El comte i els seus aliats, dos germans jesuïtes abans lleials a Álvaro IV, van guanyar. Els germans, Álvaro Nimi i Garcia Nkanga, van derrotar i decapitar Álvaro V i van establir la seva pròpia dinastia coneguda com la Casa de Kinlaza. Els restants Kimpanzu que no reconegueren als germans van fugir cap al sud al comtat de Soyo.

## Oposició als Kinlaza
El Kimpanzu es va retirar a les muntanyes al sud de Soyo, governades per Daniel da Silva. Encara que nominalment era una província del Congo, el comtat s'havia tornat cada vegada més independent del mwenekongo a mesura que passava el temps. Soyo va ser crucial per la seva força militar i la seva posició com a elector de reis. Des de 1625 fins a 1641, el càrrec de comte de Soyo havia estat ocupat per homes lleials a la Casa de Nsundi i posteriorment a la Casa de Kinlaza. Però quan el comte Paulo va morir el 1641, el càrrec va ser ocupat per Daniel da Silva. Encara mantenint disputes contra els germans que el van treure del seu càrrec com a duc de Mbamba, el comte Daniel da Silva va fer de Soyo un refugi per als simpatitzants de Kimpanzu.
El kanda Silva esdevingué aliat i protector dels kimpanzu permetent als seus partidaris tramar contra els Kinlaza de Mbamba Luvota. Soyo estava decidit a obtenir la total independència del Congo i va recolzar diversos oponents als Kinlaza, inclosos els restes de la casa de Nsundi. Això va provocar un fracassat intent d'assassinat de Garcia II. La kanda de la Casa de Nsundi, Nkanka a Mvika, va ser aixafada per Garcia i va deixar d'existir en la dècada de 1660. Tanmateix, els kimpanzu estaven massa lluny del seu abast per a quedar completament fora de la imatge.

## Kimpanzu després de la Guerra Civil Congo
Els kimpanzu estaven estretament relacionats amb Soyo durant gran part del període anterior a la guerra civil, i en aquest moment la seva líder, Suzana de Nóbrega, va ser allotjada a la província de Luvota a la frontera sud de Soyo. Van oposar-se vigorosament a la Casa de Kinlaza políticament i fins i tot militarment abans, durant i després de la Guerra Civil Congo del 1665 al 1709. Per reunificar el Congo, el kanda Água Rosada va ordenar que el tron del Congo fos rotatori entre les dues branques Kinlaza i Kimpanzu. Van tornar al poder amb l'elecció de Manuel II després de la mort de Pedro IV en 1718. L'últim Kimpanzu important en exercir el càrrec va ser el primer rei Pedro V, que va morir en 1779, tot i que el seu regent i partidaris van mantenir pressió per permetre governar a un successor. La línia de reis enterrats a Sembo, el cementiri del qual va ser visitat el 1859 per l'antropòleg alemany Adolph Bastian, va ser probablement un altre pretendent kimpazu desconegut.